# Mimudea praepandalis
Mimudea praepandalis là một loài bướm đêm trong họ Crambidae.